# Werentzhouse
Werentzhouse – miejscowość i gmina we Francji, w regionie Grand Est, w departamencie Górny Ren.
Według danych na rok 1990 gminę zamieszkiwały 462 osoby, a gęstość zaludnienia wynosiła 103 osób/km² (wśród 903 gmin Alzacji Werentzhouse plasuje się na 486. miejscu pod względem liczby ludności, natomiast pod względem powierzchni na miejscu 521.).